# マルナカ (チェーンストア)
マルナカは、イオングループのフジが展開するスーパーマーケットの店舗ブランド。
2019年3月1日から2021年11月30日までは、同じくイオングループであるダイエーも、後述の山陽マルナカからの店舗移管により展開していたが、12月1日より全店舗がダイエーに改称している。
2021年2月28日までは、香川県高松市円座町に本拠を置く日本の小売業者である株式会社マルナカ（Marunaka Company, Limited）が存在していた。尚、本項目では同社と同じ事業を展開していた株式会社山陽マルナカ（さんようマルナカ）及び、以前この2社を傘下に収めていた創業家による持株会社の株式会社マルナカホールディングス（旧商号：株式会社マルナカ開発）も併せて解説する。
資本上においては「マルナカ」と「山陽マルナカ」は親子関係ではなく兄弟会社の関係で、2021年3月1日にマックスバリュ西日本へ吸収合併されるまではいずれもイオングループの企業となっていた。一方で「マルナカホールディングス」そのものはイオン株を所持している法人株主のうちの一社である。

## 概説
会社と同名のスーパーマーケットグループ「マルナカ」各店舗の経営及びフランチャイズ管理を主業務としている、瀬戸内(特に香川県、岡山県)地区を代表する企業であった。2度の合併を経てフジとなった現在でも同社が運営する店舗ブランドの中で一番多い店舗数となっており、総店舗数の3分の1強を占めている。
発祥の地でもある高松市のある四国内（兵庫県の淡路島を含む）においてはマルナカ本社がチェーン展開を行っていたが、岡山県をはじめとする本州側のマルナカは、株式会社山陽マルナカがマルナカ本社と契約を執り行って店舗運営を行っていた。2024年11月現在はフジとして両地域とも同じ会社での運営となっている。
複合型店舗には「パワーシティ」や「スーパーセンター」の名称を使用している。前者に入居している店舗に対しては「ザ・マイケル」の店名を使用していたが、老朽化に伴う店舗リニューアルの際に順次店名を「パワーシティ」へ変更、シンボルマークの変更を行っている。
小規模な店舗には「マルイ」の店名を使用していたが、2018年（平成30年）2月28日をもって松島店が閉店し、「マルイ」業態の店舗は消滅する事となった。
2014年には早朝・深夜営業とストリートカフェ（イートイン）のシステムを取り入れ、冷凍・惣菜等の少人数世帯向け商品に特化させた品揃えを持つ、コンビニエンスストアを意識させた新形態店舗「ma:ru（マール）」を実験的にスタートさせている。さらに、芳田店は「マルナカエクスプレス」となったが、現在の屋号はマルナカである。
また同一市内・商圏などにおいて、これまで使用のなかった「本店」という名称を新居浜本店（2007年（平成19年）11月11日開店）より使用している。
なお一部の一定敷地を持つ店舗では、宮脇書店が併設ないしテナントで入居しているケースが多い。そのためかマルナカ本体の書籍コーナーは申し訳程度しか置いていない。
徳島県鳴門市には「マルナカマート」（正式商号は「エムアンドエム・マルナカマート株式会社」）、岐阜県岐阜市には「スーパーマルナカ」が3店舗あるが、どちらも無関係なスーパーマーケットであるので注意を要する。

### 旧体制（2012年以前）
代表取締役会長であった中山芳彦は『瀬戸内の暴れん坊』の愛称を持つ。イオン譲渡以前の旧体制下では、中山社長夫妻と資産管理会社のマルナカホールディングス（旧：マルナカ開発）がほとんどの株式を持つ非上場企業で、毎年日経未公開株上位にランクされていた。
旧体制下ではマルナカホールディングスが掲げる「瀬戸内リージョナルチェーン構想」の元、地盤の香川県以外の四国地方、岡山県以外の中国地方、関西地方にも多数出店予定とし、四国（マルナカ本社）側では愛媛県・高知県を中心に出店、本州（山陽マルナカ）側では関西圏に集中出店する予定とされていた。
顧客も多く、香川県内だけで60余店舗を有している。
しかしながら、近年においては県内のマルヨシセンターやきむら、ムーミーとの競合に加え、県外からもフジ、ママイ、サニーマート、キョーエイ、ハローズ、大黒天物産、イズミ、イオングループなどが進出。また山陽マルナカにおいても、岡山県内において天満屋ハピータウン、ニシナ、ハローズ、大黒天物産、イオングループなどとの競争が激化していた。
大都市圏への出店を加速させるため、2009年（平成21年）より関西圏への集中出店と本社及び拠点を神戸市の六甲アイランドに移転する計画や、関西圏での店舗数が30店舗になる2011年（平成23年）を目処にマルナカと山陽マルナカで共同持株会社を設立して経営統合することを発表した。2011年（平成23年）10月に実質持株会社であり不動産開発を行なっていたマルナカ開発をマルナカホールディングスに事業再編を目的に社名変更させた。
2009年（平成21年）に香川厚生年金会館（ウェルシティ高松）を買収。全館リニューアルを施した上で4月に「ホテルパールガーデン」として開業、ホテル事業に進出した。さらに2010年（平成22年）10月には、テーブルマーク株式会社（旧・株式会社加ト吉）の子会社である加ト吉フードレックから「琴参閣」と「観音寺グランドホテル」を買収し、ホテル事業の拡充を図っている。
これまでどこのボランタリー・チェーンにも属さず完全独立を守っていたが、2010年（平成22年）8月11日に、イオン株式会社ならびに三菱商事株式会社と包括業務提携契約を締結、物流システムの効率化・商品の共同調達・プライベートブランドの開発など様々な面で両社と協力することとなった。
しかし、その提携・協力は徐々にその枠を超える事となる。イオンとの提携を通し、近年の小売業における情報技術の進化を伴った業界の加速度的に進む変容（電子マネーの運営やPBの連続した充実、他にも細かなサービスの導入など）についていくためには莫大な資本を要する現実に直面し、以前よりプランとして掲げていた「瀬戸内リージョナルチェーン構想」を断念するに至る。
ついに2011年10月には、11月を目処にイオンがマルナカと山陽マルナカを子会社化すると発表し、イオングループ入りすることが確実となった。その一方でマルナカホールディングス側もイオンの株式を持つこととなり、マルナカ本体よりの直接経営からは手を離すものの、イオンを通じての影響力をある程度残す形となった。

### イオン体制下（2012年以降）
山陽マルナカでは2012年春より順次イオン食品レジと同様の型のWAON対応型レジに更新し、WAONおよびクレジット決済対応を行っている。ただし、イオン店舗で通常対応しているICOCAおよび電子マネー相互利用可能な交通系ICカード・iD・QUICPayには全店舗にICカードリーダーが設置完了されるまで対応しなかった。WAONにしか対応していなかった頃は、ICカード読み取り機のICカード選択ボタンのWAON以外の部分全体を白い紙を貼って隠していた。ICカードの入金に関してはWAONと全国相互利用可能な交通系ICカードに対応している。またイオンオーナーズカードについては、イオングループ入り初期は非対応だったが、2015年現在は、年に2回ある返金処理を含め対応している。

2012年5月20日より、WAON導入店舗で「お客さま感謝デー」が開催されている。

OMCカード（セディナカードクラシックなど、セディナが発行する券面にOMCロゴが表示されているカードを含む）については2014年6月20日から2016年2月28日、同年6月30日〜2020年3月30日までの「お客さま感謝デー」では5%割引が適用されていた。（後者はWAON POINTカード併用によるためOMC以外の他社クレジットでも決済可能であった）

また、イオンと同様のカタリナクーポンも使用可能となっているが、発行店舗でのみの使用しか認められていない。（ただし、2015年6月から2021年2月まではマルナカ発行分に関してはマルナカ全店舗での使用が可能となっていた。）
2014年8月20日には、マルナカが新業態店舗「ma:ru（マール）」を立ち上げ、その第1号店として、香川県高松市にma:ru牟礼店をオープンした。「ma:ru」はスーパー+コンビニ+カフェをコンセプトに、イートインコーナーを設置し、営業時間を早朝（朝6時）から深夜（夜24時）までに設定するなど、各業態のメリットを取り込んだハイブリッド業態である。同年5月には、イオングループ入りしてからは初の新店舗である二軒屋店が開業している。
同年10月17日には、奈良県奈良市のイオンタウン富雄南の核店舗として、マックスバリュ富雄南店をオープンした。「マックスバリュ」はイオンが従前から展開しているスーパーマーケットのブランドであるが、山陽マルナカでは初の「マックスバリュ」店舗となる。また、奈良県への出店やイオンタウンへの出店も初となった。その後、大阪府内にも1店舗（大東寺川店）を出店していたが、2017年4月1日から山陽マルナカにリブランド（店舗転換）した。なお、富雄南店、大東寺川店はダイエー運営のマルナカ他12店舗とともに2021年12月1日よりダイエーとなっている。また、大阪府の他の「マックスバリュ」はグループ会社の光洋が運営している。（奈良県内には以前は光洋が運営する「マックスバリュ」が存在したが現在は閉店や「KOHYO」への改装に伴い存在しない。)
2015年10月24日には、旧宇多津ビブレ跡に開業した香川県初のイオンタウンであるイオンタウン宇多津の核店舗として、マルナカが運営するマルナカイオンタウン宇多津店をオープン。「マルナカ」の店舗ブランドとしては初めてイオングループのショッピングセンターへの出店となった。
2015年11月21日には、徳島県2店舗目の「パワーシティ」ブランドの店舗で、オープンモール形式が採用されたマルナカパワーシティ鴨島店をオープン。生鮮加工場の見える化やデリカ部門の店内調理、各部門の品揃えの拡充など、競合店との差別化を図った。
2016年5月27日には、新社長としてイオングループ出身者の平尾健一が就任した。マルナカ初の創業者一族以外の社長となる。前社長である中山明憲は取締役相談役として会社への影響力を残す形となった。また、イオン四国代表も兼務する。
2018年5月25日、取締役相談役中山明憲が退任した。
イオングループ入り後に新規出店、改装リニューアルされた店舗には外壁にイオンのロゴマークが取り付けられていたが、例外として改装後も従来どおりにロゴの無い店舗がある。
2018年10月10日にイオンがグループ中期経営計画に基づいて検討が進められていたスーパーマーケット事業の改革について、各地域ごとに経営統合に関する基本合意書が締結されたことを発表。この中で、マルナカと山陽マルナカにおいては、「マルナカ」と同じ中四国地区及び兵庫県の一部に展開しているマックスバリュ西日本との間で、2019年3月1日付で株式交換を実施し、同社の子会社とする経営統合を行うことと、山陽マルナカ運営店舗のうち、兵庫県の一部と大阪府・奈良県の計14店舗を同じイオングループのダイエーへ譲渡すること。さらには、経営統合後にマックスバリュ西日本がマルナカと山陽マルナカを吸収合併することも視野に、協議や検討を進める方針が示された。
その後、同年12月14日にマルナカと山陽マルナカがマックスバリュ西日本との間で株式交換による経営統合に向けた基本合意書並びに、山陽マルナカがダイエーとの間で吸収分割（会社分割）契約をそれぞれ締結したことを発表。2019年3月1日に予定通り株式交換と吸収分割が行われ、マルナカと山陽マルナカがマックスバリュ西日本の完全子会社となり、山陽マルナカが運営していた兵庫県の一部と大阪府・奈良県の店舗はダイエーの運営となった。
2020年10月7日には、各社の取締役会において、2018年10月の段階で方針が示されていたマルナカ・山陽マルナカのマックスバリュ西日本への合併に関して、2021年3月1日付で吸収合併を行うことを発表し、吸収合併契約が締結された。2021年3月1日に予定通り吸収合併が行われ、マルナカと山陽マルナカは解散。両者が運営していた「マルナカ」はマックスバリュ西日本が運営を引き継いだ。なお、両社の本社はマックスバリュ西日本の新たな地域事務所となり、マルナカ本社は四国事務所に、山陽マルナカ本社は岡山事務所としてそれぞれ拠点を残している。
その後、2024年3月1日にマックスバリュ西日本はフジに吸収合併された為、マルナカの全店舗の運営はかつてのライバルであるフジに引き継がれた。

### マルナカホールディングス（2012年以降）
一方でマルナカホールディングスそのものはイオンに譲渡したストア事業を切り離す形で再編。マルナカ本部から独立し、それ以外のグループ会社（不動産業・ホテル等レジャー業・物流業など）の持株会社兼事業運営会社として再スタートを切ることになった。そのため2012年2月3日、香川県高松市中新町に新社屋を建設した。2014年には債権問題で競売となっていた朝鮮総連中央本部を落札した（後述）。後に朝鮮総連の意向に沿う形でビルを転売した。

## シンボルマーク
田町の「マルナカフードセンター」時代より、丸に毛筆で描かれた「中」の文字が入った企業名の通りのシンボルマークを使用していた。なお同店の後身である、マルナカ田町店には、現在も旧シンボルが掲げられている。また、マルナカ広場店の大規模小売店舗法プレートにもマルナカの旧ロゴの文字が現存している。
現在は、グループ各店のマークとして、鮮やかな赤丸にアルファベットの「m」をモチーフとした、三本の波のようなカーブの入ったマークが使われている。
マークの丸はマルナカの「ま～あるい愛」を表し、イニシャルの「m」の三本柱は経営理念である「サービス」、「フレッシュ」、「情報」を表している。
このマークは、中山青果問屋時代の主力商品であったバナナをイメージしたもの、とも言われている。

## 事業所所在地

### 株式会社マルナカ
代表取締役社長 齋藤光義
- 本部（本社）
香川県高松市円座町1001番地（円座店に隣接）
- 徳島事業部
徳島県徳島市南昭和町二丁目20番地（昭和店に併設）
- 高知事業部
高知県高知市一宮中町三丁目22番7号（一宮店に併設）
- 愛媛事業部
愛媛県松山市北梅本町66番地 イオン松山クロスドッグ内

### 株式会社山陽マルナカ
代表取締役社長 宮宇地剛
- 本社
岡山県岡山市南区平福一丁目305番地2
- 近畿事業部 
兵庫県西宮市浜松原町21番1号（西宮店に併設）

## 沿革
- 1926年（大正15年） - 香川県高松市に中山青果問屋を創業。
- 1952年（昭和27年） - 中山青果問屋が再編されて中山青果有限会社を設立。
- 1953年（昭和28年） - 洋装店で福屋を創業。
- 1960年（昭和35年） - 香川県高松市田町の商店街にスーパーマーケット「マルナカフードセンター（現・マルナカ田町店）」が誕生。
- 1965年（昭和40年） - 食料品から家庭用品・日用品・衣料品へと取扱商品を増加。
- 1978年（昭和53年） - 株式会社マルナカに商号を変更。
- 1980年（昭和55年）
  - 1月 - 愛媛県のフジと業務提携を結ぶ[14]。
  - 5月 - 福屋（後の山陽マルナカ。広島県にある同名の百貨店、福屋とは無関係）と業務提携を結び、本州に初進出を果たす。
- 1982年（昭和57年） - 東京都の西友と業務提携を結ぶ[14][注 2]。
- 1986年（昭和61年） - マルナカ昭和店の2階に「徳島事業部」を設置。
- 1987年（昭和62年） - 株式会社福屋の商号を株式会社山陽マルナカに変更。
- 2000年（平成12年） - マルナカ、愛媛県および高知県に出店を開始。
- 2003年（平成15年） - マルナカ、徳島県に同社最大店舗、スーパーセンター業態1号店「スーパーセンターマルナカ徳島店」がオープン。
- 2005年（平成17年） - 山陽マルナカ、広島県に進出。1号店「白島店」がオープン。
- 2006年（平成18年） - マルナカ、兵庫県淡路島に進出。1号店、「南あわじ店」がオープン。
- 2007年（平成19年） - マルナカ、愛媛県新居浜市に同県最大店舗、「マルナカ新居浜本店」がオープン。「愛媛事業部」を新設。
- 2008年（平成20年） - マルナカ、ヤマダ電機（現:ヤマダデンキ）との合弁会社、「株式会社デンキランド」を設立。
- 2009年（平成21年） 
  - マルナカ - ホテル・ブライダル事業に進出、「株式会社パールガーデン」を設立。
  - マルナカ - ディスカウントストア事業に進出、1号店の「スーパーセンター宇多津店」がオープン。同時にグループ200店舗を達成。
- 2010年（平成22年） - イオンならびに三菱商事と包括業務提携契約を締結。
- 2011年（平成23年）
  - グループ企業のマルナカ開発が マルナカホールディングスに社名変更。
  - 山陽マルナカが納入業者に対し無償での作業やイベントの協賛金を強要したとして、公正取引委員会から2億2,216万円の課徴金納付命令を受けた[15]。
  - 11月25日 - イオンがマルナカを子会社化し、山陽マルナカも完全子会社化。
  - 12月1日 - イオングループのプライベートブランド「トップバリュ」商品の販売を開始。
- 2012年（平成24年）
  - 4月 - 早島店リニューアルと伴に、WAON・クレジットカード対応型レジを導入。以降、各店舗へ順次導入開始。
  - 4月27日 - イオン高松東店の青果売場がマルナカに移管される。既存の従業員はマルナカへの出向扱いとなる[16][17]。
  - 5月20日 - WAON導入店舗でお客さま感謝デーを実施
  - 9月1日 - 山陽マルナカの店舗で「イオンオーナーズカード」が利用可能となる（併せて、キャッシュバック特典の対象店舗になる）
- 2014年（平成26年）
  - 5月29日 - マルナカがイオングループ入り以降では初の新店舗として二軒屋店をオープン。
  - 8月20日 - マルナカが新業態店舗1号店としてma:ru牟礼店をオープン。
  - 10月17日 - 山陽マルナカがイオンタウン富雄南（奈良県奈良市）の核店舗として、マックスバリュ富雄南店をオープン[5]。
  - 12月19日 - 兵庫県・淡路島内で営業していた「リベラル」が自己破産により営業停止していた3店舗を譲り受けて営業を開始する[18]。
- 2015年（平成27年）
  - 5月28日 - 山陽マルナカが小型24時間営業の新業態店舗1号店として西市店（岡山県岡山市南区西市）をオープン[19]（2019年1月31日をもって閉店[20]）。
  - 10月24日 - この日オープンしたイオンタウン宇多津（旧宇多津ビブレ跡地）に中核店舗として出店。
- 2017年（平成29年）4月1日 - 山陽マルナカが運営していた「マックスバリュ」2店舗を「山陽マルナカ」に屋号変更する[6]。
- 2019年（平成31年）
  - 3月1日 -
    - 株式交換に伴い、マルナカ及び山陽マルナカがマックスバリュ西日本の完全子会社となる[21]。
    - 山陽マルナカが運営する店舗のうち、大阪府・奈良県の全店舗と兵庫県の一部店舗（西宮店・新在家店）の運営を同じグループ会社のダイエーへ事業継承[22]（当時は店舗ブランド・店舗名がそのまま引き継がれた）。

  - 4月26日 -マックスバリュ西日本・マルナカ・山陽マルナカ3社合同衝撃セールを初開催。
- 2019年（令和元年）11月10日 - マルナカスペシャルデーを初実施。毎月第2日曜日にカードの有無や支払い方法を問わず5%割引が受けられるものである。（2020年2月9日開催分より、山陽マルナカで実施されている同様の施策の名称、「みんなでおトク!サンデー」に改称）
- 2021年（令和3年）
  - 3月1日 - 吸収合併に伴ってマルナカ・山陽マルナカが会社解散。マックスバリュ西日本が「マルナカ」の運営を承継[23][24]。
  - 6月25日 - 愛媛県松山市に若草店をオープン。マックスバリュ西日本で初となる「マルナカ」の新規店舗となる[25]。
  - 10月2日 - この日リニューアルオープンした栗林南店（香川県高松市）に「マルナカ」店舗では初となるセルフスキャンシステム「My-Pi(マイピ)スキャン」を導入[26]。
  - 11月30日 - 唯一残っていたザ・マイケル川東店（唯一の単独店舗）が閉店し、ザ・マイケルの店舗が消滅した。
  - 12月1日 - 株式会社ダイエーが運営していた関西地区のマルナカ14店舗が一斉に「ダイエー」へ屋号変更[27]。大阪府、奈良県からマルナカの店舗が消滅。
- 2022年（令和4年）10月8日 - 香川県仲多度郡まんのう町にまんのう公文店をオープン。当店は省エネ・創エネ・脱フロン・脱炭素への取り組みにより、マックスバリュ西日本で初となる再生可能エネルギー100%使用・カーボンニュートラル（二酸化炭素の排出を実質ゼロ）を目指した運営を行う店舗となる[28]。
- 2024年
  - 3月1日 - 吸収合併[11]に伴ってかつての業務提携先だったフジが「マルナカ」の運営を承継。
  - 11月15日 - 物部店（兵庫県洲本市、旧リベラル店舗）が建て替えを経て店名を洲本物部店へ変更してオープン。フジとしては初となる「マルナカ」での新規店舗となった[29]。
  - 11月22日 - 志度店（香川県さぬき市）が建て替えを経て再オープン[30]。
- 2025年
  - 6月27日 - 香川県高松市に上林店をオープン[31]。建て替えによるものではない「マルナカ」の新規店舗はフジとしては初となる。
  - 7月18日 - マックスバリュ観音寺駅南店（香川県観音寺市）を「マルナカ」へ屋号変更し、リニューアルオープン[32]。「マックスバリュ」から屋号変更された店舗のオープンは旧山陽マルナカの店舗以来、約8年3ヶ月ぶりとなる。

## 米国産牛肉の取扱い
2005年（平成17年）12月に米国産牛肉の輸入が解禁された際には、いち早く取扱いを決め、全国ニュースに取り上げられ話題になった。しかし、その直後の輸入再禁止で店頭からの回収を余儀なくされ、多大な損害を出したことから、2006年（平成18年）9月の輸入解禁時には取扱いを見送った。

## 朝鮮総連本部ビル売却問題への関与
2014年3月にマルナカホールディングスが東京都千代田区にある朝鮮総連中央本部の競売に参加し落札した。入札額はモンゴル企業よりも低く22億1千万円であったが、モンゴル企業が不適格となったためマルナカが落札した。マルナカは当初、朝鮮総連には退去してもらう方針だとしていたが、2014年11月17日には高松市内で、朝鮮総連の南昇祐（ナム・スンウ）副議長がマルナカ幹部と面会し、朝鮮総連が退去せずに済むように、山形県の企業グリーンフォーリストに総連ビルを転売した。資金を拠出したのは北朝鮮系の組織で、グリーンフォーリストをダミー会社とした又貸しで、朝鮮総連はそのまま総連ビルを使用できる事になった。詳しくは朝鮮総連本部ビル売却問題を参照。

## POSシステム･キャッシュレス決済
- イオン傘下入りに伴い、各店POSシステム更新のタイミングで、WAONおよびイオンカードを始めとする各種クレジットカード、iDやQUICPayが使用可能になった。イオン傘下入り前にあった、マドンカードはイオングループ統一のPOSシステム導入により使用ができなくなったことより廃止された。また、旧四国マルナカの展開エリアである四国地区以外のイオングループ店舗で使用できるSuicaやICOCAなどの交通系電子マネーには長らく利用不可であったが、2021年3月1日より利用可能となった。また、同日よりマックスバリュ西日本に運営が移管された事から、レシート上部の店舗ロゴが「マルナカ」･「山陽マルナカ」からマックスバリュと同様に「AEON」に変更された。
  - 1980年代までは、東京電気（現在の東芝テック）のキャッシュレジスターを使用していたが、消費税導入を契機に日本NCRの機器に更新していた。(店舗の開店時期や導入時期により操作側の画面の液晶に差異があった。)今回、イオングループ標準レジの導入に伴い、再び東芝テック製に戻った。なお、イオングループ全体のPOSシステムの更新に合わせ、2017年以降順次富士通フロンテック製のレジスターが導入され始めている。また、イオングループ共通のセルフレジを導入している店舗もあり、こちらは日本NCR製のものが使用されている。
- WAONカードは、導入当初はマルナカオリジナル（後述の「ナカマカナ」の楽譜がデザインされたもの）が用意され、後に通常デザインのカードが販売される形式に変更された。また、イオンカードの発行も開始された。店内ではレジでのチャージの他、全店舗にWAONステーションとイオン銀行ATM、セルフレジ導入店舗には加えてWAONチャージ機が導入されており、そちらでのチャージも可能となっている。
- ダイエーが運営する店舗では2021年春よりau PAY、d払い、PayPay、メルペイに対応していたが、ダイエーへの店舗名変更により、マルナカの屋号での対応店舗は再度消滅している。なお、フジではフジとフジグランの店舗で先に述べた4つに加えてこいPay（広島銀行）、ゆうちょPay、楽天ペイ、Alipayにも対応しているが、マルナカ店舗ではマックスバリュやザ・ビッグの店舗同様、非対応となっているので注意が必要である。
- 2022年3月24日より全店舗でイオングループのスマートフォン向けトータルアプリ「iAEON（アイイオン）」の付随サービスとして提供されているスマートフォン決済サービス「AEON Pay」が導入された[36]。
- 2018年よりマックスバリュ西日本の一部の店舗で順次導入されている店頭で貸し出されている専用端末機を用いて購入する商品を買い物かごに入れるその場でスキャンし、買物終了後に専用端末機を精算機に読み込ませるだけでスピーディーに会計を済ませることでレジ待ち時間を短縮化させるセルフスキャンシステム「My-Piスキャン」を2021年10月より「マルナカ」の店舗にも拡大導入されており、2023年7月時点で、香川県4店舗（栗林南店・まんのう店・まんのう公文店・多度津店）、徳島県2店舗（佐古店・山川店）、高知県の南国店、岡山県3店舗（灘崎店・中島店・穂浪店）、兵庫県の青山店の11店舗で導入されている。

## マドンカード・商品券
- 四国・淡路島のマルナカではプリペイドカードであるマドン(maDon)カードを販売していた。券種は10,000円（10,200円使用可）と20,000円（20,500円使用可）。当初は磁気式（裏面破壊感熱式）で、利用額と残額が書き込まれた。また、使用済みカードを一定枚数集めると、商品券と交換できた。その後、感熱リライタブル領域を持つ接触型ICカードシステムに更新された（この際、先の商品券交換サービスは終了している）。IC式マドンカードは、残高がなくなったら回収され、本部システムにて再度残高が追加された上で販売され、再利用された。
  - なお、元々山陽マルナカの店舗では利用できなかった上、WAONの導入に伴い、2013年2月25日の小豆島地区を最後に全店舗利用できなくなっているので、資金決済に関する法律および前払式支払手段に関する内閣府令にもとづき、2013年2月26日から約1年後の2014年2月末日まで四国、淡路島のマルナカ全店で現金による残高の払い戻し受付が行われていた[37]。現在は払い戻しも終了している。よってマドンカードの残額は無効である。発売終了日は高知県が2012年9月9日、愛媛県が同年9月30日、淡路島と徳島県の店舗が同年10月31日、最後まで残っていた香川県が同年12月31日であった。
- マドンカード以外には商品券があるが、こちらについては、マックスバリュ西日本（マルナカのみならずマックスバリュ、ザ・ビッグを含む）、ダイエー各店（グルメシティなども含む)で引き続き利用可能である。券面金額は500円と1000円の2種類で釣り銭も出るため券面金額以下の買い物でも使用可能。四国マルナカでは2019年11月末より県単位で順次販売終了、2020年1月31日の香川地区全店舗での販売終了をもって四国マルナカ全店舗でマルナカ商品券の発売を終了している。販売を終了した店舗では、イオン商品券の取扱を開始した。利用については引き続き利用可能で、マックスバリュ西日本のマックスバリュおよびザ・ビッグ店舗も2021年3月1日より利用開始した。長らくイオングループ他社では利用出来なかったが2019年3月1日の山陽マルナカ一部店舗移管に伴いダイエー、グルメシティなどでの利用も可能になり前述の通りマックスバリュ西日本にも拡大している。ただし、フジ（フジグランを含む）の店舗では使用できない。
- 2013年6月7日より山陽マルナカ店舗において現行イオン商品券、イオンギフトカードの使用が可能になった。(ジャスコ商品券、マイカル商品券(旧ニチイ商品券含む。)などは利用できなかったがマックスバリュ西日本への合併又はダイエーへの移管後は利用可能になった。マックスバリュ西日本の前身の「みどり」の商品券もダイエーに移管された店舗を除き利用可能になった。)イオン商品券は、マルナカ商品券同様釣り銭が出せるため券面金額以下の買い物でも利用できる。
- 2014年6月16日からはマルナカの店舗でもイオン商品券(旧券面も可)やイオンギフトカードが使用可能になったうえ、JCBとVISAの各ギフトカードの使用も可能となった。その他クレジット会社のギフトカードにも同日から対応している。こちらは、券面金額以上での使用を前提としている。(額面未満でも利用可能だがお釣りは出ない。)また、従来から使用できていたおこめ券やビール券も引き続き使用できる。
- 2015年3月1日からマックスバリュ各店舗においてダイエー商品券の使用が可能になっているが山陽マルナカが当時運営していた2店舗では利用出来なかった。山陽マルナカ、マルナカでも利用出来なかったが前述の2店舗を含むダイエーに移管された店舗では当然のことながら現在は利用可能である。移管されなかった店舗では長らく利用出来なかったがマックスバリュ西日本への合併により利用開始した。
- 2016年2月1日から山陽マルナカの店舗でUC、三菱UFJニコスギフトカードも利用可能となった。(お釣りは出ない。)四国マルナカではこれまでイオン商品券を販売していなかったが、前述のマルナカ商品券の発売終了により、イオン商品券の取扱を開始している。
- 2024年3月1日からはフジの運営になった事に伴い、マルナカの全店舗でフジの商品券も使用可能となった。

## オリジナルソング
「ナカマカナ」というタイトルのオリジナルソングがあり、テレビCMや店頭BGMで流されていた。同曲は「ご当地ソングの女王」こと演歌歌手の水森かおりが15歳の時に収録されたもの。これとは別に、山陽マルナカでは独自のサウンドロゴがCMの最後に流れていた。また、四国マルナカでも2017年7月以降、識別のため独自のサウンドロゴを流していた。
イオングループ加入後は、「ナカマカナ」をBGMに四国マルナカと山陽マルナカで共通のCMも制作され、主にお客さま感謝デーやG.G.感謝デーのCMを2社合同CMとして放送していた。月火曜市店内BGM（2パターンあり）や、マルナカ60周年CM・店内BGMには、それぞれ異なるカバーバージョンのナカマカナが使用されていた。
2021年4月以降、販促CM・BGMは全てマックスバリュ西日本共通のものになった他、以前に比べ店内BGMとしてナカマカナが流れる頻度が少し低くなった。

## マルナカホールディングスの事業企業

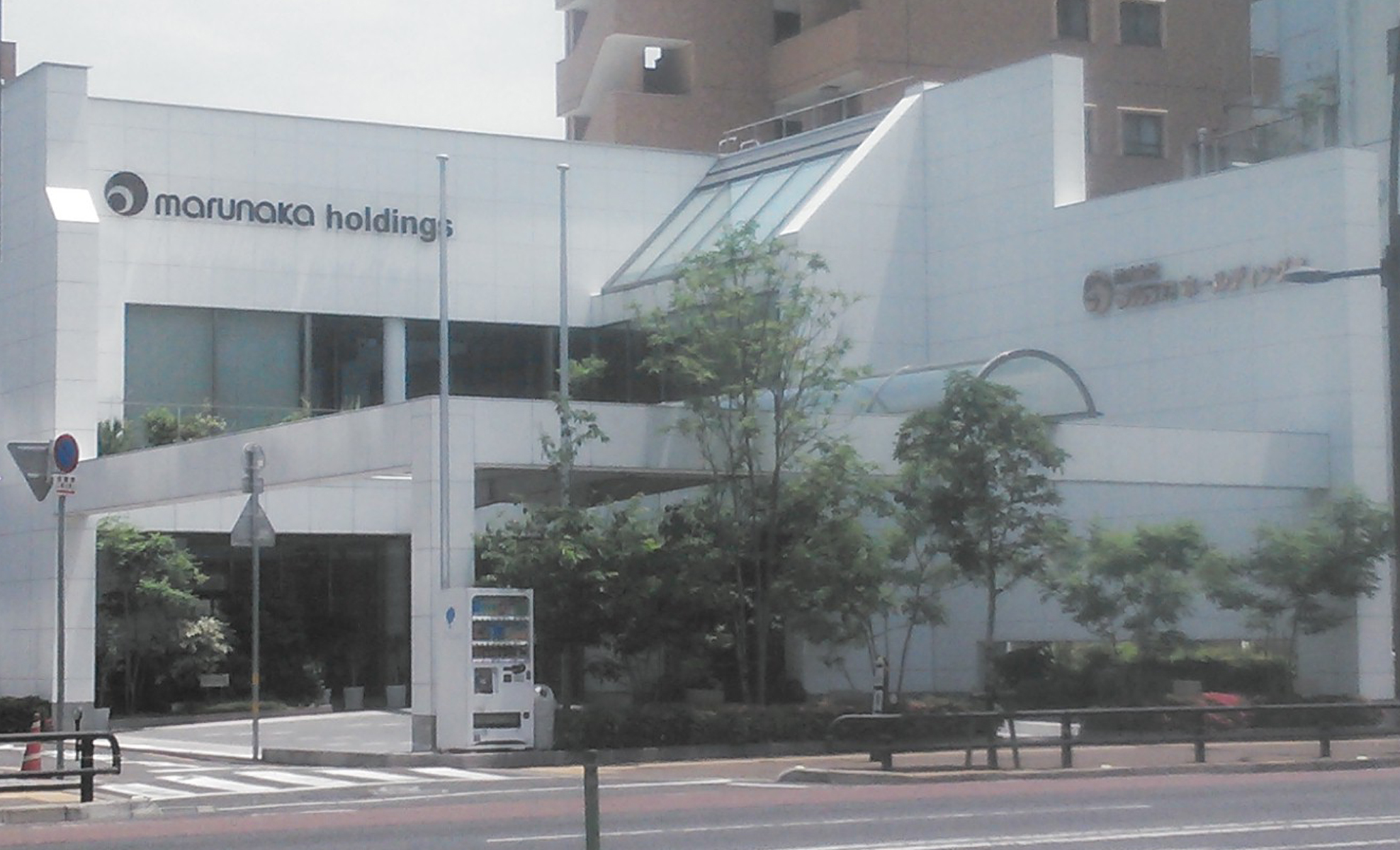
マルナカホールディングス本部
（香川県高松市中新町）

マルナカでは、これらの関連企業を総称して「マルナカ流通グループ」と呼んでいる。マルナカのイオンへの参入に伴い、一部はマルナカに残ったが、ほぼ全てがマルナカホールディングスの社内カンパニーおよび子会社となった。◎はマルナカに残り、マックスバリュ西日本→フジに引き継がれた子会社。
- マルナカホールディングス（実質持株会社。保険契約代理業・中山家の資産管理会社）
上記の通り、かつてはマルナカの第2位の大株主、山陽マルナカの完全親会社であった。2011年（平成23年）10月にマルナカ開発から社名変更。
- カラオケVegas
- スーパーセンターTheBIG（ザ・ビッグ）
フジを含むイオングループのディスカウントストアにも同名のブランドがあるがもちろん無関係である。
- 株式会社味彩工房（1994年（平成6年）3月マルナカの惣菜部門が独立して作られた会社。マルナカがマックスバリュ西日本に合併される直前の2021年2月にマルナカに合併）◎
- ハッピーライフ愛（介護事業・結婚相談事業）◎
- マルナカツーリスト（旅行会社）◎
JTB総合提携店。フジの子会社化後、2025年3月1日付でフジ・トラベル・サービスへ吸収合併され解散。
- ほりだし市場（リサイクルショップ）
- CAS -キャス- （ドラッグストア）
- ヴァーサス（スポーツクラブ）◎
- ORYX -オリックス-（清掃会社）◎
- 関西石油（ガソリンスタンド、いわゆる無印スタンド。2014年3月までにすべて閉店）
- ブルーセブン（ヘリコプターによる空撮をメインとした航空会社）
- 大洋水産（水産品の冷凍保管輸送会社。）◎
- オリーブ温泉（小豆島に在するホテル・温泉施設運営会社）
- 天仁製茶（茶類の卸会社）
- 西条ミネラル（ミネラルウォーターの販売会社）

山陽マルナカの関連会社
- くらしき乃湯（マルナカ新倉敷店内のスーパー銭湯を運営）

### グループがフランチャイズを引き受けている企業
- デンキランド
2005年（平成17年）にフランチャイズ先をベスト電器からヤマダ電機に変更。
2005年11月1日、ヤマダ電機、マルナカ、ダイナマイトコーポレーション3社による合弁会社、「株式会社中四国テックランド」（マルナカは25%を出資）を設立。既存のベスト電器FC店舗を全店閉鎖した。（ただしマルナカ徳島店内にテナントとして出店しているベスト電器マルナカ徳島店はそのまま存続している[38]）閉鎖店舗のうち後述する店舗は数ヶ月をかけて、「デンキのダイナマイト」に改装し営業を再開。2008年（平成20年）10月15日にヤマダ電機が中四国テックランドを完全子会社化（2010年(平成22年)9月1日に同じヤマダ電機の子会社であるダイクマへ吸収合併、ダイクマも2013年(平成25年)5月31日にサトームセンと共にヤマダ電機へ吸収合併）したことにより、同年11月17日に新たな合弁会社として株式会社デンキランド（資本比率はマルナカ60%、ヤマダ電機40%）を設立し、名称も変更した。マルナカがイオン傘下になったのに伴い、2012年中に全店舗とも閉鎖され、同年11月24日付で解散、2013年2月13日付で清算が終了して完全消滅し、家電販売から撤退した。
  - デンキランド小豆島店（マルナカ新土庄店内）
  - デンキランド三木店（マルナカ三木店内）
  - デンキランド琴平店（マルナカ琴平店内）
  - デンキランドビッグ綾南店（ザ・ビッグ綾南店内、営業本部を併設）
  - デンキランド宇多津店（スーパーセンター宇多津店内）

- フォード東四国（旧・オートラマ東四国）
1987年設立。かつてはフォード車を取り扱う自動車ディーラー「オートラマ」→ 「フォード」（フォード東四国）の販売網に参加していたが、フォードの日本撤退に伴い、ルノーの正規ディーラー権を取得し2017年3月より、社名をフォード東四国のままで「ルノー高松」として新装開店。フォード車のアフターサービスは引き続いて行う。2024年11月、岡山県の大型トラック整備会社「ティーエス自動車」（トランザホールディングス）に全株を譲渡。

## マルナカがフランチャイズを委託している企業
- 山陽マルナカ
岡山県を中心とした中国地方（かつては近畿地方も）域の「マルナカ」運営会社。
- ミワ商店（～2013年2月）[39]
本社：香川県三豊市。三豊市、仲多度郡多度津町の4店舗
2011年11月にマルナカがイオングループになった後にマルナカのFCを解消・独立し、2013年3月からピカソとして上記5店舗を営業している。

また、1990年代には経営不振に陥ったヤマト（高松市）をマルナカのFCとし、その後事業譲渡を受け直営化している。旧ヤマト店舗の鬼無店の看板には「FC」を消した跡が残っていた。

## 店舗
2024年11月時点で、マルナカの店舗数は兵庫県・岡山県・広島県・四国4県に200店舗存在し、全店舗がフジにより運営されている。
なお、2021年11月末の2社運営体制期までは、マックスバリュ西日本は四国4県・岡山県・広島県、ダイエーは奈良県と大阪府にそれぞれ展開していた。兵庫県では地区によって営業エリアが異なり、神戸市西区・姫路市・加古川市・揖保郡・淡路島（淡路市・洲本市・南あわじ市）の店舗はマックスバリュ西日本（合併前までは淡路島の店舗のみマルナカ、それ以外は山陽マルナカが運営）、神戸市灘区と西宮市の店舗はダイエーがそれぞれ運営していた（ダイエーが運営する店舗は2019年2月までは山陽マルナカが運営していた店舗であるが、2021年12月に当該店舗はすべてダイエーにリブランドされた）。
旧（四国）マルナカと旧山陽マルナカで店舗名が重複するケースが以下の3つあり、フジへの合併後も重複は解消されていない。ただし、フジホームページ内にある店舗検索では店名の後に（県名）を付記して紹介されている。
- 平井店（岡山県岡山市中区と愛媛県松山市）
- 八幡店（岡山県岡山市中区と香川県観音寺市）
- 一宮店（岡山県岡山市北区と高知県高知市。読みは前者が「いちのみや」、後者が「いっく」と異なる）

また、香川県の牟礼店はマルナカが新業態店舗「ma:ru」として出店しており、マックスバリュ西日本への運営移管後はカタカナ表記のマール牟礼店として紹介されている。

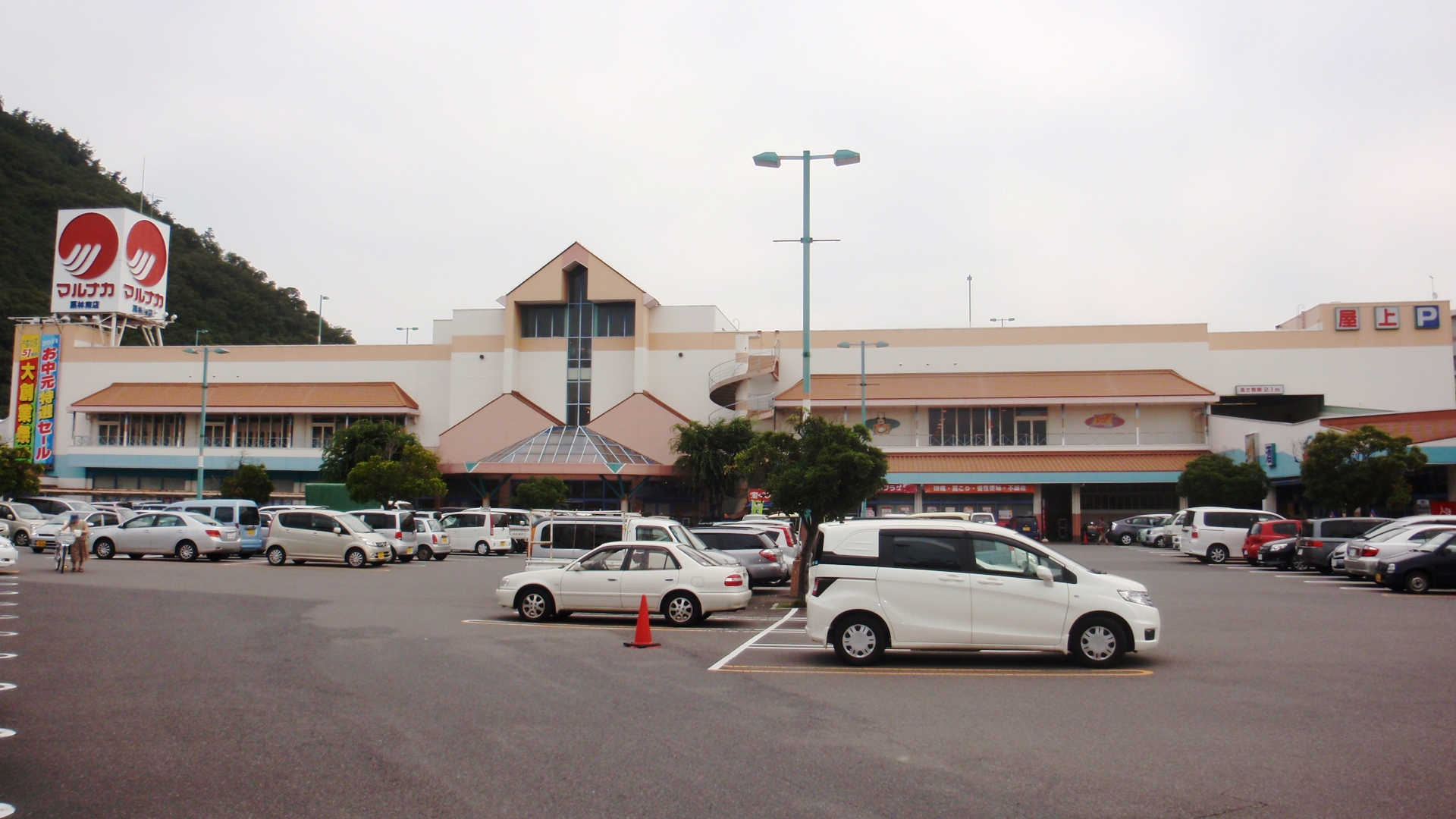
栗林南店（香川県高松市）マルナカ→マックスバリュ西日本運営店舗

### 過去に存在した店舗

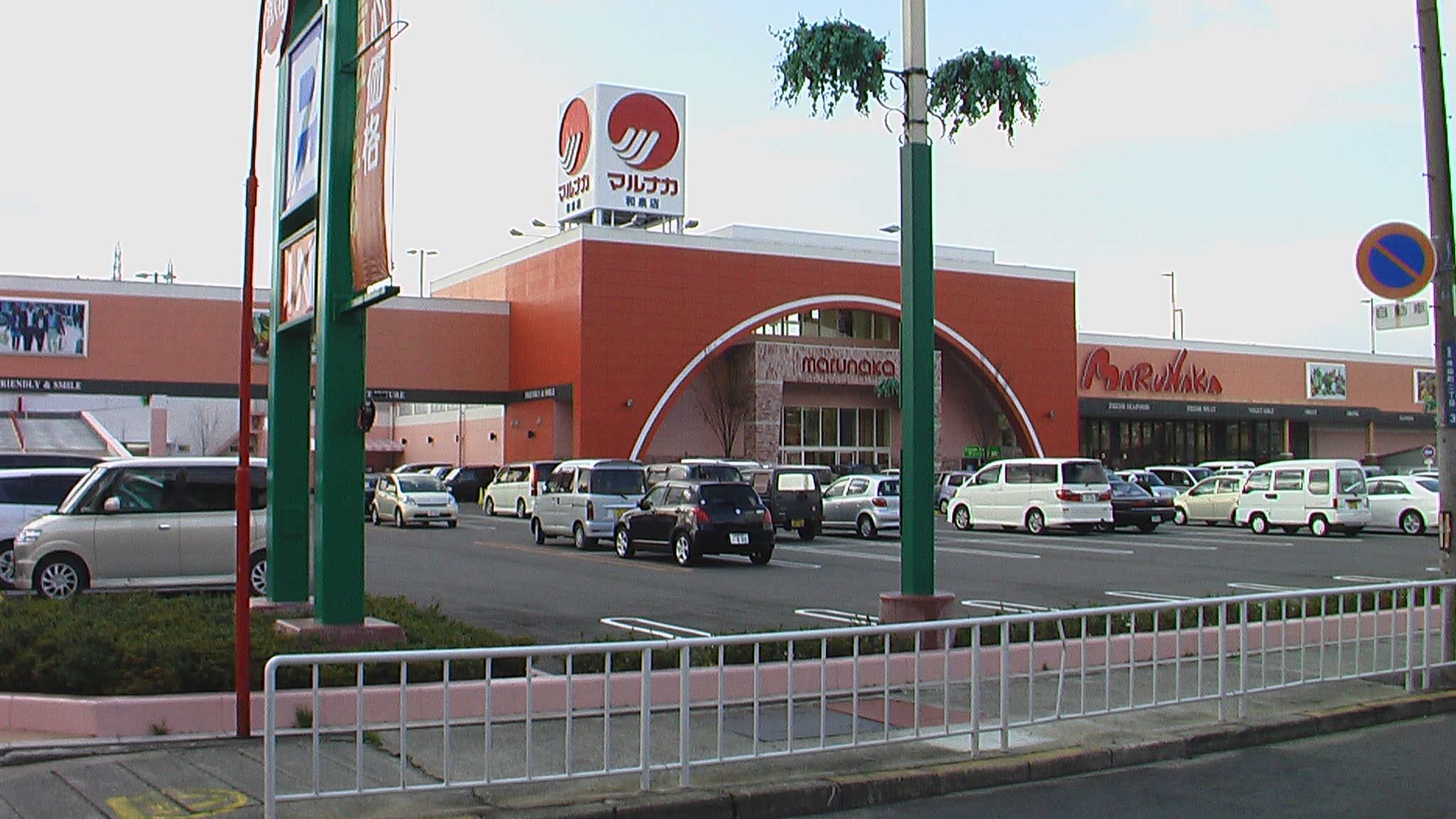
和泉店（大阪府和泉市）山陽マルナカ→ダイエー運営店舗、現・ダイエー和泉店
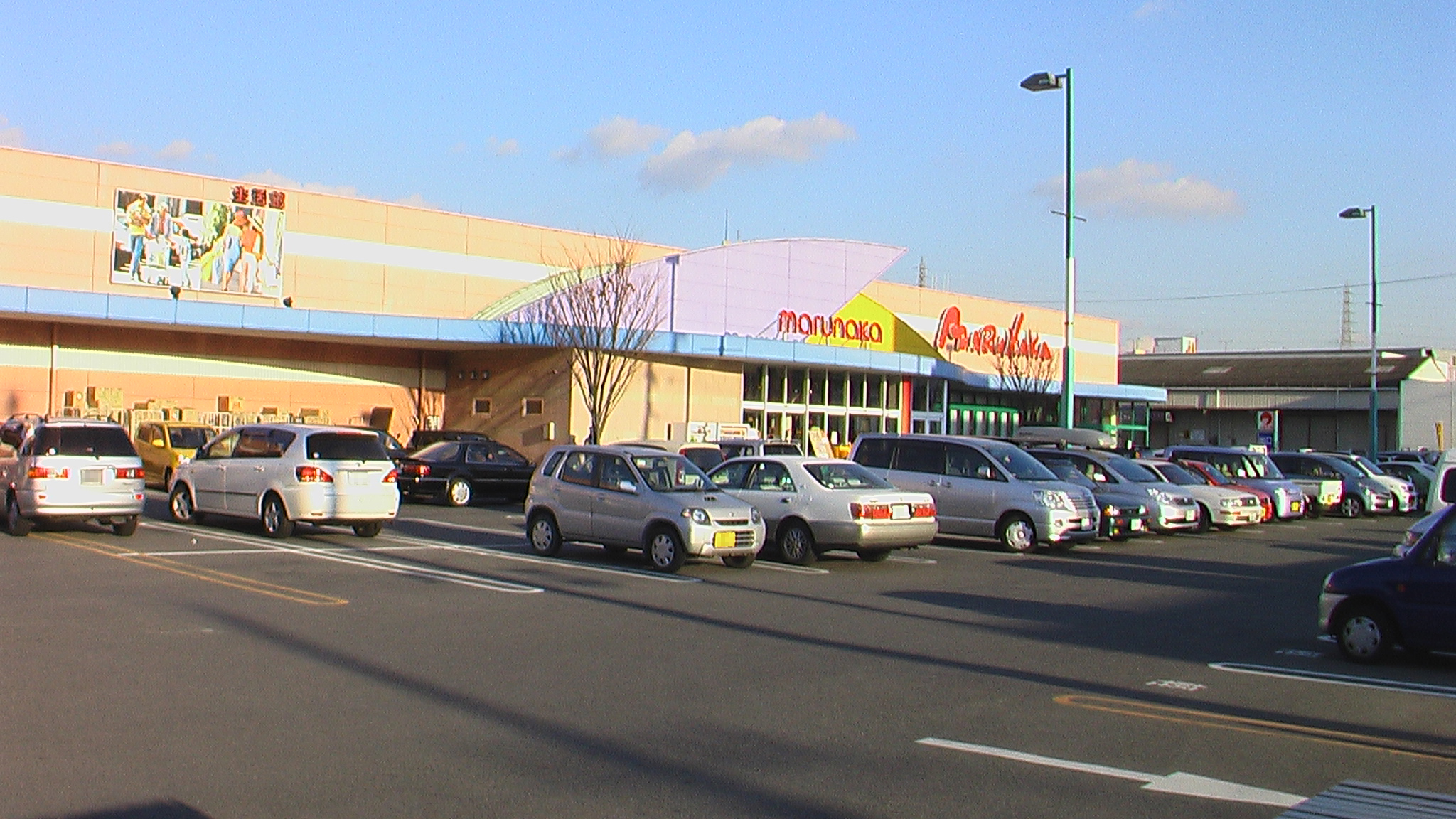
泉大津店（大阪府泉大津市）山陽マルナカ→ダイエー運営店舗、現・ダイエー泉大津店
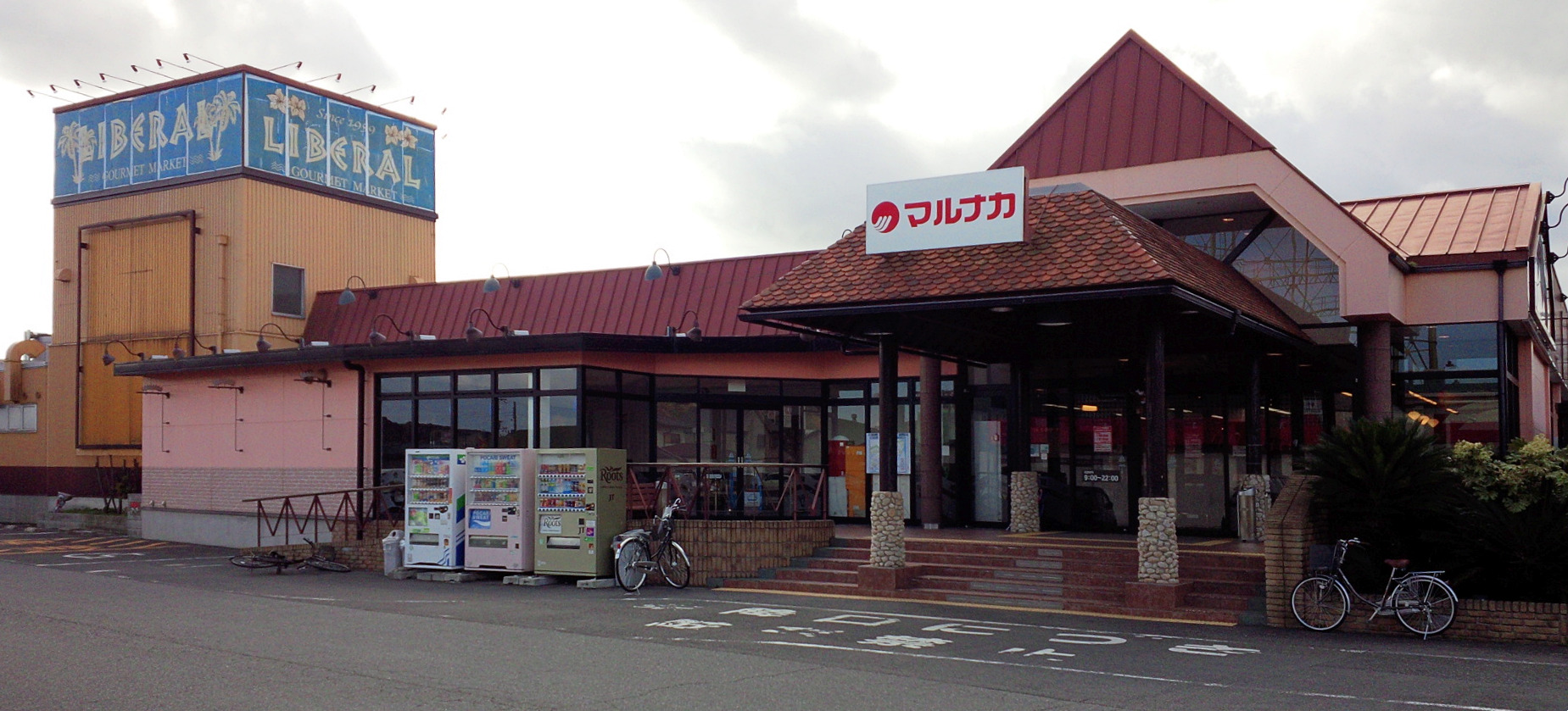
物部店（もとはリベラルで営業していた店舗で当時のロゴも残る、兵庫県洲本市）マルナカ→マックスバリュ西日本運営店舗

#### マルナカ
香川県
- マルナカ塩屋町店 - 高松市塩屋町16-6、1968年12月10日開店
- マルナカ鹿角店 - 高松市上天神町664、1975年9月11日開店
- マルナカ太田店 - 高松市太田上町750-3、1978年12月11日開店
- マルナカ伏石店 - 高松市伏石町字鹿腹1614-1、1979年4月開店-2020年6月24日閉店
- マルナカ鬼無店 - 高松市鬼無町是竹11-4、1994年3月4日開店-2019年3月30日閉店
- マルナカ香西店 - 香川県高松市香西本町1-176、2023年2月28日閉店
- マルイ松島店 - 高松市松島町二丁目13-11、1967年4月15日開店-2018年2月28日閉店
- マルナカ畑田店 - 綾歌郡綾南町畑田950-11、1983年7月11日開店
- マルナカ坂出本町店　坂出市本町3-1790-10、1981年3月1日開店
- マルナカ丸亀平山店 - 丸亀市西平山町277-1、1979年4月9日開店2015年5月30日閉店
- マルナカ丸亀店 - 丸亀市中府町2丁目7-8、2022年9月30日閉店 - 建て替え後、店名を変更し「マルナカ中府店」として2023年10月20日に再オープン。
- マルナカ三本松店 - 東かがわ市三本松1712-1、2022年8月21日閉店
- マルナカ志度店 - さぬき市志度1896-1、2024年1月14日閉店 - 建て替え後、新店舗が2024年11月22日にオープン。
- マルナカ川島店 − 高松市川島本町188−2、2025年6月20日閉店
- マルナカ牟礼店 − 高松市牟礼町牟礼2084−10、閉店後、マール牟礼店としてオープン。
- マルナカ詫間店 − 三豊市詫間町詫間6781−2、閉店後、ピカソ詫間店としてオープン。
- マルナカ三野店 − 三豊市三野町下高瀬985−8、閉店後、ピカソ三野店としてオープン。
- マルナカ詫間浜田店 − 三豊市詫間町詫間6813、閉店後、ピカソ浜田店としてオープン。
- マルナカ多度津店 − 多度津町本通2−4−33、閉店後、ピカソ多度津店としてオープン。
- マルナカ屋島店 − 高松市高松町2498−1、2017年1月31日閉店 − 建て替え後、新店舗が2017年12月9日にオープン。
- マルナカ円座店 − 高松市円座町永井999-1、 2020年7月5日閉店 − 建て替え後、新店舗が2020年7月29日にオープン。

徳島県
- マルナカ板野店 - 板野郡板野町大寺字亀山西27-1、1986年9月1日開店
- マルナカ（移転？）板野店 - 板野郡板野町下庄字神木50-5、2009年頃閉店
- マルナカ小松島店 - 小松島市江田町182-3、1988年6月1日開店-2018年7月12日閉店
- マルナカ浜田店 - 小松島市中田町字浜田58-2、1972年10月15日開店
- マルナカ徳島春日店 - 板野郡藍住町乙瀬字中田、1986年9月1日開店
- マルナカビッグエー - 美馬郡貞光町大須賀52-3、1984年10月21日開店

愛媛県
- マルナカ川之江店 - 四国中央市川之江町885、2011年4月8日開店-2018年9月30日閉店
- マルナカ松前店 - 伊予郡松前町大字筒井538-12020年8月23日閉店
- マルナカ立花店 - 2020年9月27日閉店
- マルナカ三島店−愛媛県四国中央市寒川町神ノ木35−5−2022年12月31日閉店

高知県
- マルナカ赤岡店 - 香南市赤岡町1954-1、2005年12月8日開店-2018年9月30日閉店

#### 兵庫県
- マルナカ物部店 - 洲本市物部3-2-72、1981年5月開店-2014年12月14日閉店・2014年12月19日開店-2024年1月14日閉店[55]　破産した地場スーパーリベラルから引き継いで営業していた店舗。建て替え後、店名を変更し「マルナカ洲本物部店」として2024年11月15日に再オープン[56]。

#### 山陽マルナカ
岡山県
- 山陽マルナカ西市店 - 岡山市南区西市96-10、2015年5月28日開店-2019年1月31日閉店
- 山陽マルナカ上庄店 - 倉敷市上東506-1、1988年9月11日開店
- 山陽マルナカ十日市店 - 岡山市岡南町2-299、1986年7月26日開店
- 山陽マルナカ琴浦店 - 倉敷市児島下之町10-406-1、1975年2月開店
- 山陽マルナカ白石店 - 岡山市白石字二十三ノ坪280-1、1987年11月1日開店
- 山陽マルナカ鴨方店 - 浅口郡鴨方町大字六条院池田3522-1、1988年12月11日開店
- 山陽マルナカ東古松店 - 岡山市北区東古松5-383-17、2000年開店-2020年1月31日閉店
- 山陽マルナカ浦安店 - 岡山市南区浦安本町82-8、1987年11月1日開店-2016年4月30日閉店
- 山陽マルナカ矢掛本陣店− 岡山県小田郡矢掛町矢掛2655−2、　2014年6月30日閉店
- 山陽マルナカ倉敷店 - 倉敷市阿知2-11-1、1963年10月開店
- 山陽マルナカ小溝店 - 倉敷市中島小溝2640-7、1986年11月1日開店
- 山陽マルナカ花の町店 - 倉敷市宮前城ノ内364-5、1987年11月21日開店
- 山陽マルナカ東岡山店 - 岡山市神下101-1、1982年7月11日開店-2021年2月7日閉店
- 山陽マルナカ水島店 - 倉敷市連島3-178-1、1984年10月21日開店

#### ダイエー
前記のように2019年3月に山陽マルナカからダイエーに移管され、2021年12月に「ダイエー」に屋号変更された店舗。
大阪府
- マルナカ和泉店 - 和泉市寺田町2丁目店3-5
- マルナカ三国店 - 大阪市淀川区十八条2丁目18-4 - 2024年（令和6年）10月31日閉店。山陽マルナカから移管されたダイエー店舗では初の閉店となった。
- マルナカ此花店 - 大阪市此花区伝法1丁目3-26
- マルナカ住之江店 - 大阪市住之江区西加賀屋1丁目2-34
- マルナカ泉大津店 - 泉大津市泉大津市我孫子120-1
- マルナカ東大阪店 - 東大阪市西岩田3丁目2-3 - 2025年（令和7年）1月31日閉店。同年3月1日付でイオンリテールへ再移管され、同年4月11日に「イオンスタイル東大阪」に転換。
- マルナカ泉佐野店 - 泉佐野市湊2丁目1616−2
- マルナカ摂津店 - 摂津市東別府4丁目3-27
- マルナカ大東寺川店 - 大東市寺川3丁目2-23
- マルナカ貝塚店 - 貝塚市加神2丁目1−8
- マルナカ堺店　- 堺市堺区山本町1丁目18-1

奈良県
- マルナカ富雄南店 - 奈良市石木町100-1

兵庫県
- マルナカ新在家店 - 神戸市灘区新在家北町1丁目1-1 - 店舗建て替えのため2025年（令和7年）2月15日閉店。
- マルナカ西宮店 - 西宮市浜松原町21-1 - 2025年（令和7年）2月28日閉店。同年4月1日付でイオンリテールへ再移管され、同年5月30日に兵庫県初の都市型SCとなる「そよら西宮今津」に転換。

#### ザ・ビッグ
ホームセンターまたはスーパーセンターとして運営されていた店舗。のちの統合先であるフジでも展開しているディスカウントストア「ザ・ビッグ」とは無関係。
- ザ・ビッグ益野店 - 岡山市益野1-1[42] 、1996年11月30日開店[42]
- ザ・ビッグ土庄店 - 小豆郡土庄町渕崎甲2028-1
- ザ・ビッグ綾南店 - 綾歌郡綾南町陶2691-1

#### その他
- ファッションプラザ福富店 - 岡山市福富西2-477-1、1988年11月30日開店